# Titularbistum Thebae in Thebaide
Thebae in Thebaide (italienisch Tebe di Tebaide) war ein Titularbistum der  römisch-katholischen Kirche. Es wurde 1952 aufgelöst und gehörte zur Hauptstadt Theben im alten Oberägypten.
| Titularbischöfe von Thebae in Thebaide |                                    |                                                   |                   |                   |
| Nr.                                    | Name                               | Amt                                               | von               | bis               |
| 1                                      | Venanzio Mobili                    | Präsident der Päpstlichen Diplomatenakademie      | 1873              | 1875              |
| 2                                      | Mauro Bernardo Pietro Nardi OFMCap | Weihbischof in Oppido Mamertina (Italien)         | 13. August 1895   | 1. Oktober 1911   |
| 3                                      | Ildefonso Vincenzo Pisani CRL      | emeritierter Bischof von Anglona-Tursi (Italien)  | 3. Januar 1912    | 21. Mai 1924      |
| 4                                      | Joseph-Jean-Baptiste Hallé         | Apostolischer Vikar von Northern Ontario (Kanada) | 16. Dezember 1920 | 18. Dezember 1920 |
| 5                                      | Wilhelm Burger                     | Weihbischof in Freiburg im Breisgau (Deutschland) | 1. September 1924 | 15. März 1952     |